# Festival Internacional de Quartets de Corda del Luberon
El Festival Internacional de Quartets de Corda del Luberon és un festival musical organitzat per l'associació Les Amis de la Musique du Luberon (Amics de la Música del Luberon). La primera edició fou el 22 d'agost de 1976 amb un primer concert a l'església Rossilhon, al departament francès de Valclusa amb capital a Avinyó. El festival se celebra cada any durant els mesos d'estiu (de juliol a setembre).

## Filosofia del festival
Des de la seva creació el festival practica una política voluntarista dedicada a una de les formacions més exigents de la música de cambra, com és el quartet de corda. El festival acull els músics que realitzen estades per desenvolupar el seu repertori. A més, els músics ofereixen concerts en llocs adaptats a la música de cambra, i escollits per la seva especial acústica. El festival ajuda també els joves quartets a preparar la seva participació en els concursos internacionals fent concerts i rebent classes de mestres.

## Llocs dels concerts
Els concerts es fan en llocs del patrimoni regional amb una acústica adaptada a les sonoritats del quartet de corda:
- Església de Rossilhon.
- Abadia de Silvacana a La Roque-d'Anthéron.
- Església de Cabrières-d'Avignon.
- Església de Goult.
- Chapelle de l'Hôtel Dieu, a L'Illa de Sòrga.